# Barbara Różycka-Orszulak
Barbara Jolanta Różycka-Orszulak (ur. 6 czerwca 1946 w Warszawie, zm. 13 września 2009 tamże) – polska geodeta i polityk, posłanka na Sejm I kadencji.

## Życiorys
Córka Mieczysława i Krzysztofy. Ukończyła w 1970 Sekcję Pomiarów Podstawowych na Wydziale Geodezji i Kartografii Politechniki Warszawskiej. Od 1977 działała w Ruchu Obrony Praw Człowieka i Obywatela, następnie w Konfederacji Polski Niepodległej i „Solidarności”. W stanie wojennym, została internowana na okres od 13 grudnia 1981 do 9 marca 1982.
W kampanii prezydenckiej w 1990 współtworzyła sztab wyborczy Leszka Moczulskiego (prywatnie swojego szwagra), zajmując się organizacją biura i działu politycznego sztabu razem z Krzysztofem Królem. W 1991 uzyskała mandat posłanki na Sejm I kadencji. Została wybrana z listy ogólnopolskiej kandydatów w okręgu warszawskim z listy Konfederacji Polski Niepodległej. Zasiadała w Komisji Spraw Zagranicznych, Komisji Regulaminowej i Spraw Poselskich oraz w Komisji nadzwyczajnej do rozpatrzenia projektu ustawy Ordynacja wyborcza do Sejmu Rzeczypospolitej Polskiej. Należała także do pięciu podkomisji. W 1993 bez powodzenia kandydowała w wyborach parlamentarnych, pełniła w następnych latach funkcję szefa biura klubu parlamentarnego KPN.
Pochowana na cmentarzu Bródnowskim.

## Odznaczenia
W 2011 prezydent Bronisław Komorowski odznaczył ją pośmiertnie Krzyżem Oficerskim Orderu Odrodzenia Polski.